# Butterfly – Der blonde Schmetterling
Butterfly – Der blonde Schmetterling (Originaltitel: Butterfly) ist ein US-amerikanisches Filmdrama von 1982.

## Handlung
Nevada, Ende der 1930er Jahre: Unerwartet taucht die junge Frau Kady bei der stillgelegten Silbermine auf, die von Jess Tyler seit Jahren bewacht wird. Sie darf einige Zeit bleiben und stellt sich bald als seine Tochter vor. Jess beginnt väterliche wie auch erotische Gefühle für Kady zu entwickeln, was Kady dankbar annimmt. Sie möchte heimlich Silber in der Mine abbauen, um für sich und ihr Baby zu sorgen. Jess stimmt nach einigem Zögern zu.
Einige Zeit später tauchen Kadys Schwester mit dem Baby, ihre Mutter Belle sowie deren neuer Lover Moke Blue bei der Mine auf. In wenigen Tagen soll Kady von Wash Gillespie, dem wohlhabenden Sohn des Minenbesitzers, vor den Traualtar geführt werden. Jess erwischt Moke Blue, wie er selbst heimlich Silber aus der Mine stehlen will. Plötzlich erkennt Jess das Muttermal auf seinem Bauch, welches dem des Babys gleicht. Jess schießt Moke nieder. Jener erwähnt im Sterben, dass auch Kady sein Kind ist.
Jess und Kady müssen vor Gericht erscheinen, da der Vorwurf des Inzest im Raum steht. Jess muss nicht für zehn Jahre ins Gefängnis, da er nachweisen kann, dass die männlichen Nachkommen der Familie Blue jeweils ein schmetterlingsförmiges Muttermal tragen. Zurück in der Freiheit zeigt sich Kady dankbar. Sie wird mit Wash Gillespie zusammen sein, während Jess „immer ihr Daddy“ sein wird.

## Hintergrund
Der Film basiert lose auf dem Roman The Butterfly des Autors James M. Cain von 1947.

## Kontroverse
Butterfly wurde durch den Milliardär Meshulam Riklis, dem damaligen Ehemann von Pia Zadora, finanziert. Weil Zadora trotz zehn Nominierungen für die Goldene Himbeere  den Golden Globe gewann, wurde spekuliert, lhr Mann hätte die Jury bestochen. Weiter genährt wurden diese Gerüchte, als bekannt wurde, dass Riklis Wochen vor der Preisverleihung Teile der Jury für eine private Vorführung des Filmes aus New York nach Beverly Hills eingeladen hatte.

## Kritik
Die Zeitschrift Cinema gibt einen Daumen nach unten: „Das unfreiwillig komische Machwerk basiert auf einem Roman von James M. Cain (‚Wenn der Postmann zweimal klingelt‘). Fazit: Auch der Co-Star Orson Welles kann nix retten.“

## Auszeichnungen
Der Film wurde bei der Wahl zur Goldenen Himbeere 1983 zehnmal nominiert. Ausgezeichnet wurde er für die schlechteste Schauspielerin, schlechtester Nebendarsteller und schlechteste Newcomerin.
Bei den Golden Globe Awards 1982 wurde er dreimal nominiert und Pia Zadora als beste Nachwuchsdarstellerin ausgezeichnet.